# Varzy
Varzy este o comună în departamentul Nièvre din centrul Franței. În 2009 avea o populație de 1.329 de locuitori.

## Evoluția populației
| An        | 1975  | 1982  | 1990  | 1999  | 2006  | 2009  |
| --------- | ----- | ----- | ----- | ----- | ----- | ----- |
| Populație | 1.459 | 1.475 | 1.455 | 1.303 | 1.358 | 1.329 |